# Marianne Haslum
Marianne Haslum (Lillehammer, 31 de enero de 1974) es una deportista noruega que compitió en curling.
Ganó cinco medallas en el Campeonato Mundial de Curling entre los años 1996 y 2005, y dos medallas de bronce en el Campeonato Europeo de Curling, en los años 2002 y 2004.
Participó en tres Juegos Olímpicos de Invierno, ocupando el quinto lugar en Nagano 1998, el cuarto en Salt Lake City 2002 y el séptimo en Turín 2006, en la prueba femenina.

## Palmarés internacional
| Campeonato Mundial | Campeonato Mundial        | Campeonato Mundial | Campeonato Mundial |
| Año                | Lugar                     | Medalla            | Prueba             |
| ------------------ | ------------------------- | ------------------ | ------------------ |
| 1996               | Hamilton (Canadá)         | Medalla de bronce  | Equipo             |
| 1997               | Berna (Suiza)             | Medalla de plata   | Equipo             |
| 2002               | Bismarck (Estados Unidos) | Medalla de bronce  | Equipo             |
| 2004               | Gävle (Suecia)            | Medalla de plata   | Equipo             |
| 2005               | Paisley (Reino Unido)     | Medalla de bronce  | Equipo             |
| Campeonato Europeo |                           |                    |                    |
| Año                | Lugar                     | Medalla            | Prueba             |
| 2002               | Grindelwald (Suiza)       | Medalla de bronce  | Equipo             |
| 2004               | Sofía (Bulgaria)          | Medalla de bronce  | Equipo             |